# Клеманс Унгарска
Клеманс Унгарска или Клеманс Анжуйска (на френски: Clémence de Hongrie, Clémence d'Anjou; * 8 февруари 1293, Неапол ; † 12 октомври 1328, Париж) от Династията на Сицилианските Анжуйци е чрез женитба (с френския крал Луи X) кралица на Франция (1315 – 1316) и Навара в началото на 14 век и графиня на Шампан.

## Произход
Клеманс е дъщеря на Карл Мартел Анжуйски, титулярен крал на Унгария, син на Карл II Анжуйски. Нейната майка е Клеменция Хабсбургска, дъщеря на свещения римски император Рудолф I и на Гертруда фон Хоенберг.
- майка Клеменция Хабсбургска
- баща Карл Мартел Анжуйски
- брат Карл Роберт

## Брак с крал Луи Х
Бракът с Луи Х (* 1289 † 1316) е уговорен с помощта на неговия чичо Шарл Валоа и бабата на Клеманс, Мария Унгарска. Така само пет дни след смъртта на първата си съпруга Маргьорит Бургундска Луи Х сключва втори брак с Клеманс Унгарска на 19 август 1315 г. в Париж. Тя е коронясана в Реймс на 24 август 1315 г.
За краткия си брак Луи Х и Клеманс Унгарска съграждат силна връзка и скоро тя забременява. През четвъртия месец от бременността си Клеманс Унгарска остава вдовица. Луи Х умира едва 27-годишен.

## Следващи години
След пет месечно очакване се ражда наследника на трона Жан I Посмъртни (* 15 ноември 1316; † 19 ноември 1316), който живее само няколко дена. Впоследствие между Клеманс Унгарска и девер ѝ, новия крал на Франция Филип V, избухват противоречия. Филип V отказва да и изплаща пенсиите и доходите завещани от съпруга ѝ Луи X. Кралица Клеманс търси подкрепата на папа Йоан XXII и роднините си в Неапол. През 1318 г. се настанява в папския град Авиньон малко по късно без да се замонашава влиза в доминиканския манастир в Екс ан Прованс. След смъртта на Филип V през 1322 г. и възкачването на трона на другия ѝ девер Шарл IV Хубави Клеманс Унгарска се връща в Париж.
Тя участва активно в кралския живот в Париж и е призната собствеността върху тринадесет имота в Ил дьо Франс и в Нормандия. В замяна на Венсенския замък тя получава като жилище бившата резиденция на Тамплиерския орден, където и умира на 35 г. на 12 октомври 1328 г., оставяйки след себе си много неплатени дългове, заради колекционерската си страст. След смъртта ѝ имуществото ѝ е разпродадено.